# Observatorio Astrofísico de Arcetri
El Observatorio Astrofísico de Arcetri (en italiano: Osservatorio Astrofisico di Arcetri) es un observatorio astronómico localizado en Arcetri, en un área de colinas cercana a Florencia en Italia. Pertenece al Istituto Nazionale di Astrofisica.

## Historia
En 1864, Giovanni Battista Donati propuso la construcción del observatorio eligiendo Arcetri para evitar la contaminación lumínica y el polvo de la ciudad de Florencia. La construcción se inició en septiembre de 1869 y la inauguración se llevó a cabo el 27 de octubre de 1872. El área de Arcetri tiene un valor histórico, pues en ella vivió y murió Galileo Galilei, cerca de la Villa Il Gioiello.
En 1924 fue construida la torre solar con una altura de 25 m, que se equipó con un espectógrafo y un espectroheliógrafo combinados, con una distancia focal de 4 m y un objetivo de 37 cm. Dos años más tarde el observatorio pasó a formar parte del Estado, especializando sus investigaciones en la física solar y la espectroscopia estelar. En 1956 fue instalada la cúpula del telescopio.

## Actividades
En el observatorio se llevan a cabo estudios del Sol, las estrellas y, en general, de Astrofísica, en este campo es uno de los importantes de Europa. El observatorio participa en los proyectos de:
- Telescopio MMT de 6.5 m.
- Gran telescopio binocular de doble objetivo de 8.4 m.
- El Telescopio Nazionale Galileo de 3.5 m.
- La óptica adaptativa del Very Large Telescope (VLT)
- El Telescopio Infrarrojo del Gornergrat (TIRGO) de 1.5 m.